# ドル箱スター
ドル箱スター（ドルばこスター、英語: bankable star、「銀行が融資できるスター」の意味）は、「映画に出演するだけで興行的成功を保証できる」俳優のことである。ドル箱スターを採用することで、映画会社は投資を確保し、配給を確保し、メディアの注目を集めることができる。スター俳優の中には、スター映画のように強いコンセプトや「魅力」のない映画でも製作が可能なほどのスター性を持つ人もいる。

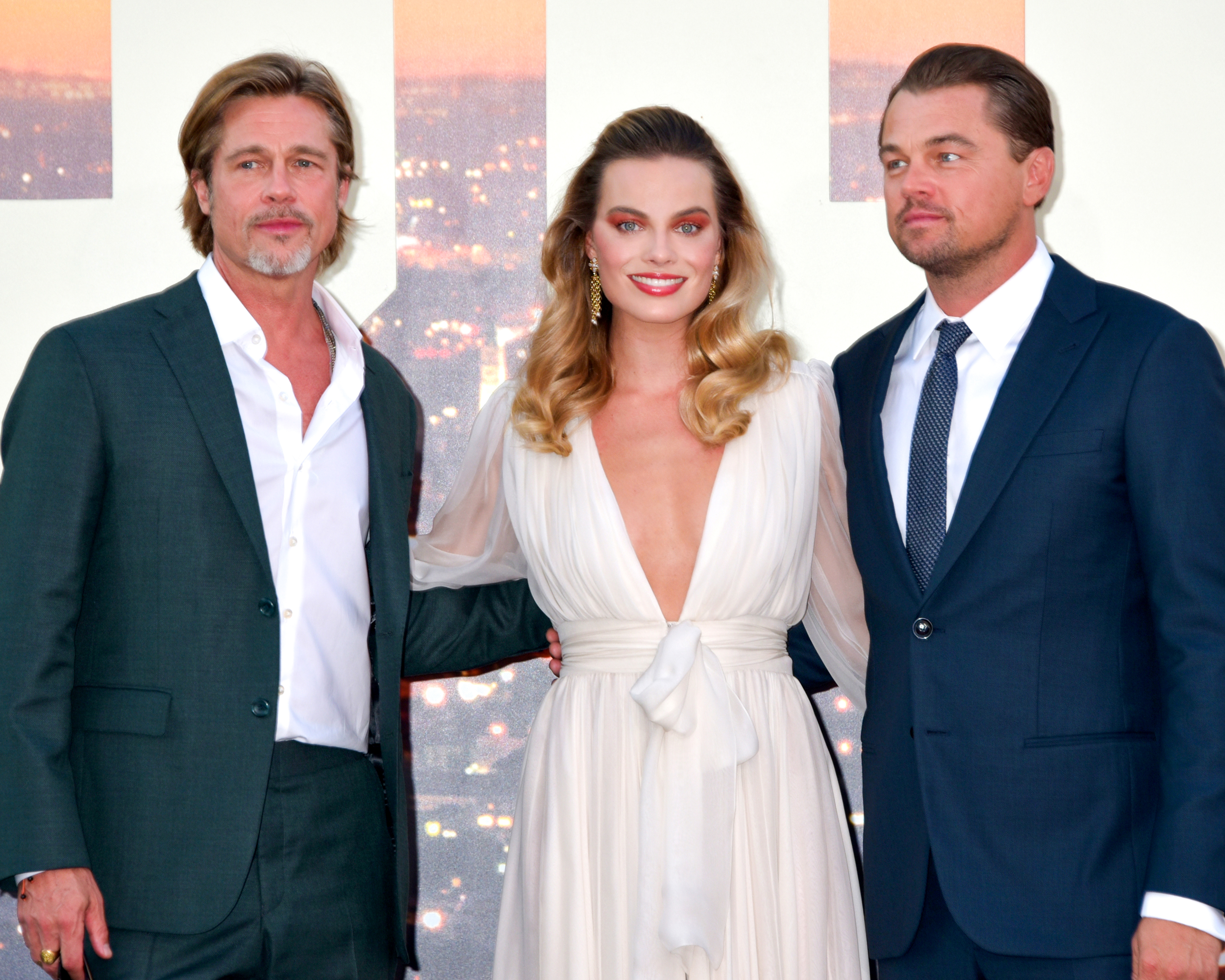
ブラッド・ピット、マーゴット・ロビー、レオナルド・ディカプリオなどが「ドル箱スター」の例。

## 概要
メディア・コンサルタントのブレイク・ハリスは、「映画のパッケージに最低限必要な3つの要素」のうちの1つが「ドル箱スター」であり、残りの2つは「成功した監督」と「脚本や強い物語の着想」だと述べている。話題性のあるスターが映画に出演することで、投資家は、その映画が広く配給され、少なくとも一部の人々がお金を払って見に来る（「公開される」）ことで、投資に対するリターンを得ることができると確信することができる。
さらにハリスは、パッケージに使えるスターを獲得するのは簡単なことではないと付け加えた。そのようなスターが少ないために、パッケージとして提供するのは容易ではない。
アナリストのアレックス・エプスタインは、「フックレス」映画（人々に興味を持ってもらえるような魅力的なコンセプトを持たない映画）が作られるのは、「ドル箱スター」のおかげだと述べている。例えば、『ダンス・ウィズ・ウルブズ』では、ケビン・コスナーをドル箱スターとして起用したことで、映画の製作が保証されたと述べている。脚本家のメリッサ・ロビーも、コンセプトの高い映画（エプスタインが言うところの「フック」を持っている映画）もあれば、ドル箱スター映画に過ぎない映画もあると述べている。
ハリウッド・リポーター誌は、ハリウッドのドル箱スターのトップ10についての投票結果を何度か発表しており、最近では1999年、2002年、そして最後の2006年に行われたものがある。 
2002年の調査では、「世界中のメジャースタジオとインディペンデント企業の取締役、出資者、およびさまざまな業界関係者114人」を対象にした。投票者には、どのスターが「映画への出資を集め、世界的な配給を確保し、知名度の高さに基づいて非常に重要なオープニング週末を実現するために最も貢献したか」を尋ねた。
ジェームズ・ウルマーは、ドル箱スターのリスト「ウルマー・スケール」を株価指数に例えている。彼のランク付けの基準は、スターの名前だけで、米国だけでなく世界の映画館で人々を集めることができるかどうかに基づいている。2010年8月のインタビューで、ウルマーは国際的な映画市場を「残念ながら...かなりの性差別主義者」と表現し、女性の名前だけでは映画を売ることができず、女性スターは男性スターとの共演やアンサンブル映画でなければ銀行に預けることができないと語っている。

## ドル箱スターの一覧

### ハリウッド・リポーター
これらは、ハリウッド・リポーターが発表した、ドル箱スターの上位10人の一覧であり、そのスコアも掲載されている。
| 1. トム・ハンクス 2. メル・ギブソン 3. トム・クルーズ 4. ハリソン・フォード 5. ジム・キャリー 6. レオナルド・ディカプリオ 7. ジョン・トラボルタ 8. ジュリア・ロバーツ 9. ロビン・ウィリアムズ 10. ブラッド・ピット | 1. トム・クルーズ (100.00) 2. トム・ハンクス (100.00) 3. ジュリア・ロバーツ (100.00) 4. メル・ギブソン (98.68) 5. ジム・キャリー (98.46) 6. ジョージ・クルーニー (95.18) 7. ラッセル・クロウ (94.74) 8. ハリソン・フォード (94.74) 9. ジョディ・フォスター (94.30) 10. ブラッド・ピット (92.98) | 1. トム・クルーズ 2. トム・ハンクス 3. ジム・キャリー 4. ジョージ・クルーニー 5. ラッセル・クロウ 6. ジョニー・デップ 7. ニコール・キッドマン 8. ジュード・ロウ 9. ブラッド・ピット 10. ジュリア・ロバーツ |

### ウルマー・スケール
この一覧は、ベテランのエンターテインメント・ジャーナリストであるジェームズ・ウルマーによって作成されたもので、映画の資金調達やカメラを回すという観点から、映画制作におけるスターの価値を100点満点で評価する方法を開発した。ウルマー・スケールは、俳優の経歴（興行的成功と失敗）、多才さ、プロとしての態度、旅行や映画の宣伝をする能力と意欲なども考慮している。

#### 2009年
2009年現在のトップ10リスト（「バンカブル」値の順）: 
1. ウィル・スミス
2. ジョニー・デップ
3. ブラッド・ピット
4. トム・ハンクス
5. ジョージ・クルーニー
6. ウィル・フェレル
7. リース・ウィザースプーン
8. ニコラス・ケイジ
9. レオナルド・ディカプリオ
10. ラッセル・クロウ